# Cäsar Horn

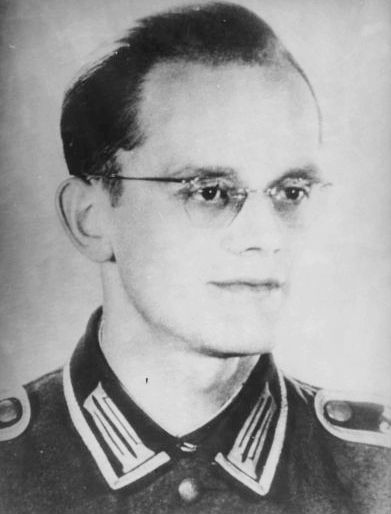
Cäsar Horn

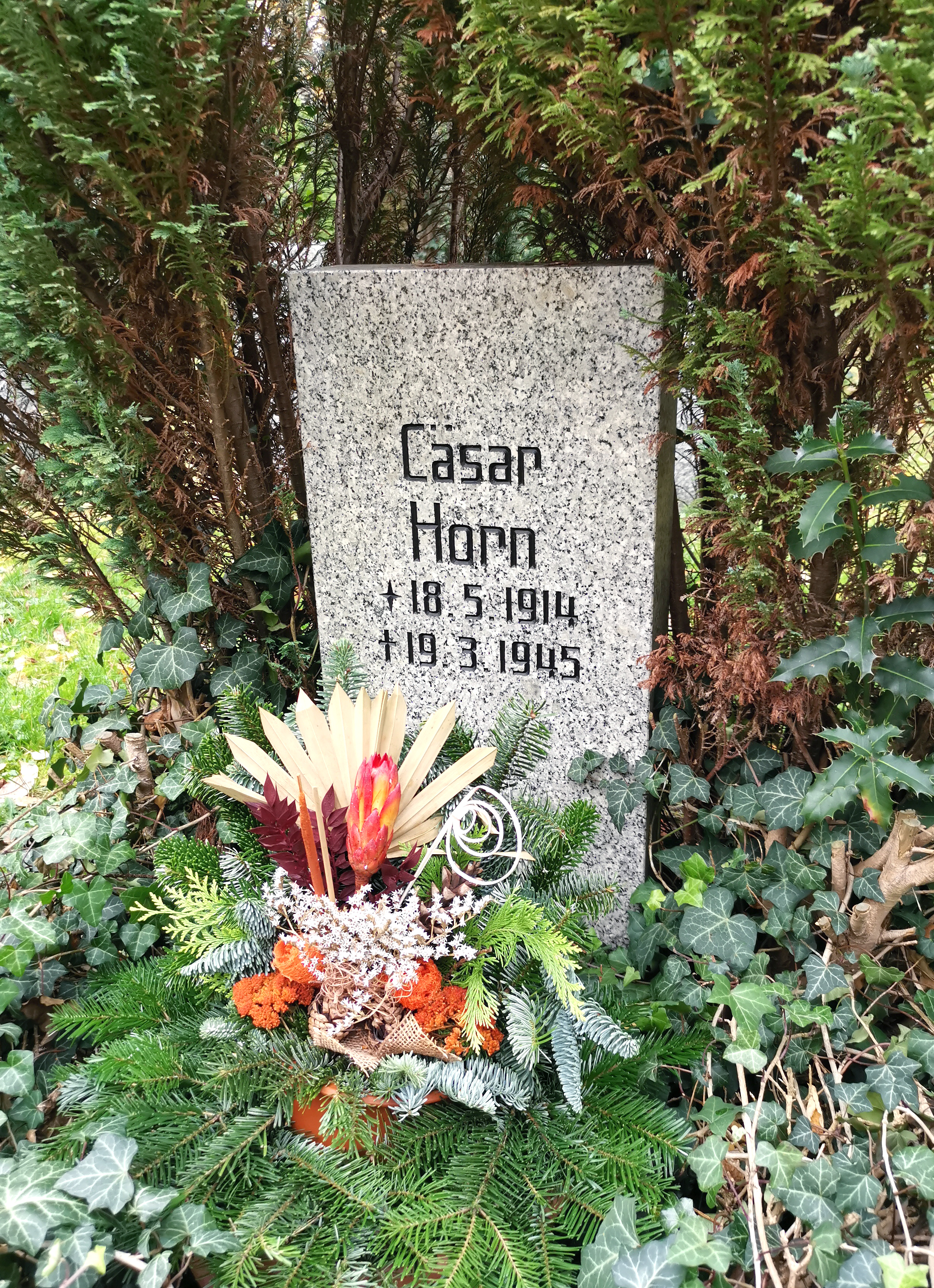
Grab auf dem Friedhof Pankow III, Abt. 36 U

Cäsar Horn (* 18. Mai 1914 in Berlin; † 19. März 1945 in Brandenburg-Görden) war ein deutscher Kommunist und Widerstandskämpfer gegen den Nationalsozialismus.

## Leben
Horn war von Beruf kaufmännischer Angestellter und schloss sich bereits früh dem Kommunistischen Jugendverband Deutschlands an. 1932 wurde er Mitglied der Kommunistischen Partei Deutschlands.
Nach der „Machtergreifung“ durch die Nationalsozialisten 1933 organisierte er die Widerstandsaktivitäten unter ehemaligen Mitgliedern des Arbeitersportvereins „Fichte“. Sie druckten und vertrieben die illegale Zeitung Der Scheinwerfer. Im Januar 1936 wurde er zum Arbeitsdienst einberufen. Im Arbeitsdienstlager Dreetz bei Neustadt (Dosse) bildete er mit Gleichgesinnten eine antifaschistische Widerstandsgruppe, die unter den Arbeitsdienstmännern agitierte. Dazu schaffte er aus Berlin regelmäßig illegale Flugschriften heran. Nach Horn wurde durch die Gestapo gefahndet, die ihn schließlich in Dreetz entdeckte. Er wurde wegen seiner illegalen Zugehörigkeit zur „Kampfgemeinschaft für Rote Sporteinheit“ verhaftet und schließlich zu 18 Monaten Gefängnis verurteilt. Seine Strafe fiel verhältnismäßig niedrig aus, weil der Lagerkommandant von Dreetz, Oberfeldmeister Golczewski aus Rathenow, beim Prozess günstig für ihn aussagte. Neun Monate verbrachte er in Moabit, die restliche Haftzeit im KZ Börgermoor (Emsland).
Nach seiner Entlassung arbeitete Horn erneut als kaufmännischer Angestellter und bekam über Werner Seelenbinder Kontakt zu Robert Uhrig. Horn entging der Verhaftungsaktion gegen diese Widerstandsgruppe im Februar 1942, da er bereits 1939 zu einem Bewährungsbataillon der Wehrmacht eingezogen worden war. Mit dem 67. Infanterieregiment aus Berlin-Spandau wurde er gezwungen am Krieg gegen die Sowjetunion teilzunehmen. Nach einer Verwundung blieb Horn in Berlin stationiert und nahm 1943 Kontakt zur Organisation um Anton Saefkow auf, in der er zusammen mit Helmut Wagner für die Information und Gewinnung von Angehörigen der Wehrmacht verantwortlich war. Horn warb unter Angehörigen der Wehrmacht für die Ziele des Nationalkomitees „Freies Deutschland“ (NKFD) und versandte dessen Flugblätter und Aufrufe, aber auch „Soldatenbriefe“ an Feldpostadressen. In diesen wurden die Wehrmachtangehörigen aufgefordert, den Krieg beenden zu helfen und auf die Seite des NKFD zu wechseln. Seinen Einsatz bei der Streife der Wehrmacht in den Zügen zwischen Berlin und Hannover nutzte Horn als Verbindungsmann zu Widerstandsgruppen in diesem Gebiet. In Rathenow zum Beispiel traf er regelmäßig mit Willy Osterburg aus der Dreetzer Gruppe zusammen. Hier wurden Maßnahmen für die politische Arbeit im zu Ende gehenden Krieg und für dessen Verkürzung beraten.
Am 19. Juli 1944 wurde Horn verhaftet, am 23. Januar 1945 vom Volksgerichtshof zum Tod verurteilt und am 19. März 1945 in Brandenburg-Görden mit dem Fallbeil ermordet.

## Ehrungen

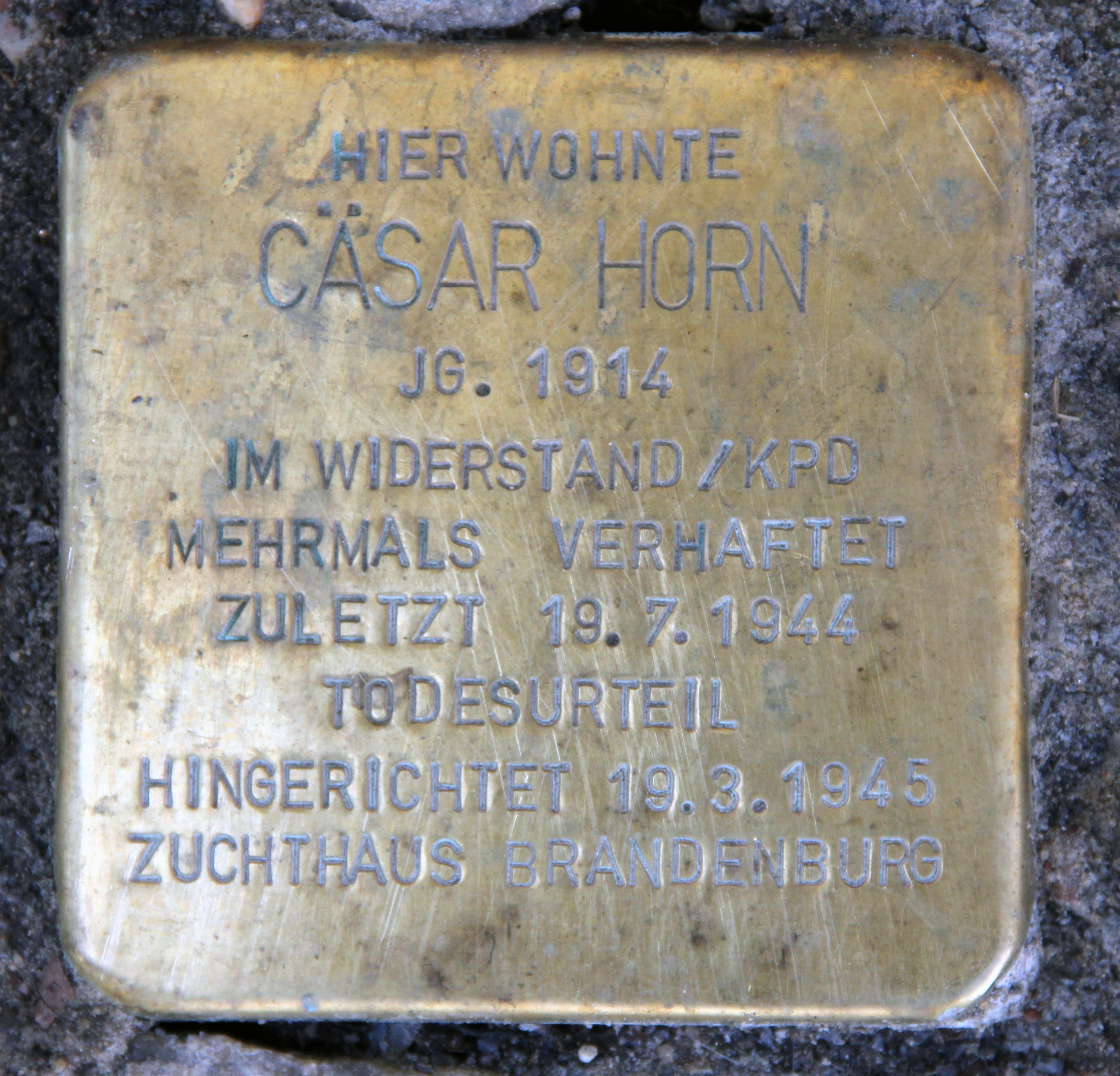
Stolperstein, Jasmunder Straße 13, in Berlin-Gesundbrunnen

- Ein Gedenkstein für die „Opfer des Faschismus“ von 1948 in der Grünanlage zwischen Schillerstraße und Goethestraße in Wilhelmsruh ist neben Cäsar Horn sieben weiteren Antifaschisten gewidmet.
- Zu Zeiten der DDR war die 6. POS in Berlin-Pankow nach Cäsar Horn benannt (heutige Reinhold-Burger-Oberschule).
- Bis 1995 erinnerte eine Gedenktafel in der Lessingstraße 53 in Wilhelmsruh an Cäsar Horn. Die Tafel wurde vom Hausbesitzer entfernt und an die Frau von Cäsar Horn überreicht.
- Die Grabstätten von Cäsar Horn und Karl Müller auf dem Friedhof Pankow VII wurden 2000 als Baudenkmal in die Denkmalliste aufgenommen.
- In der Gedenkstätte der Sozialisten erinnert eine Gedenkplatte an ihn.
- Am 26. September 2015 wurde für Horn in Berlin-Gesundbrunnen in der Jasmunder Straße 13 ein Stolperstein verlegt.